# Roger Taubert
Pour les articles homonymes, voir Taubert.
Roger Taubert (dit Roger Tellier), né le 2 mars 1923 à Coulommiers  (Seine-et-Marne, France) et mort le 20 avril 1945 à Dachau (Bavière, Allemagne), est un juif français,  membre de la Sixième-EIF à Brive-la-Gaillarde, où il participe aux missions de sauvetage et planquage. Il agit comme agent de liaison pour le mouvement  Combat (Résistance). Déporté, il meurt de faim à Dachau, à l'âge de 22 ans.

## Biographie
Roger Taubert est né le 2 mars 1923 à Coulommiers  (Seine-et-Marne).
Il est le fils d'un quincailler. Après son baccalauréat, il s'inscrit à la faculté des Lettres de Toulouse (Haute-Garonne) afin de préparer une licence d’anglais. 

### Seconde Guerre mondiale
Durant la Seconde Guerre mondiale, il participe à Brive-la-Gaillarde dans le cadre de la Sixième-EIF aux missions de sauvetage et planquage de 1942 à 1944.
Travaillant dans la Résistance, et le mouvement  Combat (Résistance), avec le rabbin de Brive, David Feuerwerker et Edmond Michelet sous le nom de Roger Tellier, il agit comme agent de liaison. 
Il doit se réfugier à Toulouse.
Il est arrêté à Cressensac  (Lot) par des membres de la 2e division SS Das Reich, le 9 juin 1944.
Il est transféré à Compiègne (Oise) et déporté  le 2 juillet 1944 par le Train de la mort à Dachau, (Bavière), (Allemagne), où il meurt de faim le 20 avril 1945. Il a 22 ans.

## Honneurs
- Croix de guerre 1939–1945, palme de bronze, à titre posthume[6]
- Médaille de la Résistance française, à titre posthume (décret du 11 mars 1947)[6]
- À Brive-la-Gaillarde, 4 rue Champanatier, à l'entrée du Centre national de la Résistance et de la déportation Edmond-Michelet, une plaque de marbre blanc rend hommage  "aux héros de la Résistance qui visitèrent cette maison pendant les années sombres de l'Occupation et ne connurent pas la joie de la Libération". Parmi les quinze noms inscrits, se trouve celui de Roger Taubert[7].